# Kurt Tank

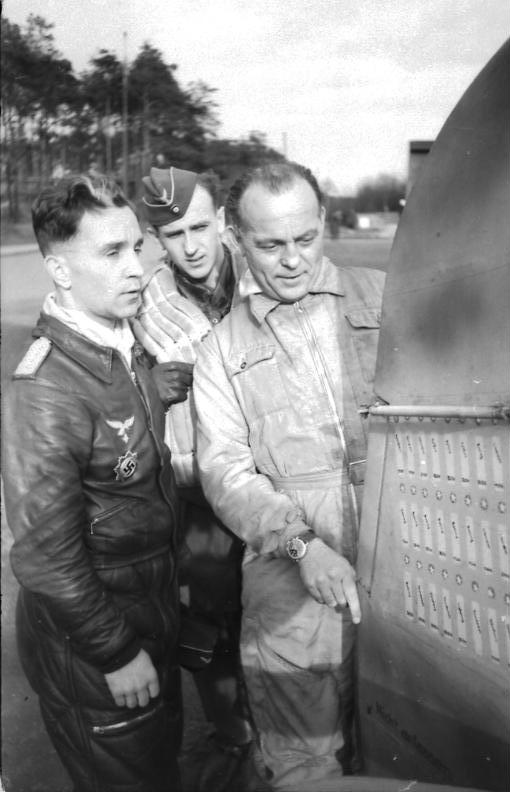
Kurt Tank (po prawej) w rozmowie z pilotami Luftwaffe

Kurt Waldemar Tank (ur. 24 lutego 1898 w Bydgoszczy-Szwederowie, zm. 5 czerwca 1983 w Monachium) – niemiecki inżynier i konstruktor lotniczy.

## Życiorys
W latach 1905–1914 uczęszczał do szkoły ludowej i gimnazjum w Nakle. Po zdaniu przyśpieszonej matury (Notabitur) w 1915 zgłosił się na ochotnika do wojska. W czasie I wojny światowej służył na froncie wschodnim. Dosłużył się stopnia porucznika i w tym stopniu w 1919 opuścił Freikorps w Weimarze.
Od 1919 do 1924 studiował elektrotechnikę i budowę maszyn na Uniwersytecie Technicznym w Berlinie. W tym czasie był jednym z założycieli towarzystwa (Akaflieg Berlin), które zajmowało się propagowaniem lotnictwa i badaniami naukowymi techniki lotniczej. Wspólnie skonstruowali szybowiec, Teufelchen, który brał udział w dorocznych zawodach na Wasserkuppe w 1923. Od kwietnia 1924 do grudnia 1929 pracował jako główny projektant w wytwórni lotniczej Rohrbach Metallflugzeugbau GmbH w Berlinie, która produkowała łodzie latające dla firmy Mitsubishi, a później dla marynarek brytyjskiej i tureckiej. Dla nowo powstałej Lufthansy skonstruowała i wyprodukowała dwumotorowy samolot pasażerski i trójmotorowy Rohrbach Ro VIII, który okazał się jednym z najbardziej udanych modeli. W 1925 uzyskał licencję pilota. Od stycznia 1930 do października 1931 był głównym projektantem w biurze testów maszyn latających Bayerische Flugzeugwerke w Augsburgu. Tank skonstruował w latach 1933/1934 samolot szkolny Luftwaffe Focke-Wulf Fw 44 oraz Focke-Wulf Fw 56 jako treningowy samolot myśliwski.
Do najbardziej znanych i udanych konstrukcji lotniczych Kurta Tanka należą m.in. takie samoloty, jak jeden z najlepszych myśliwców II wojny światowej Focke-Wulf Fw 190 wraz z rozwinięciem, którym był Focke-Wulf Ta 152, czy czterosilnikowy samolot długodystansowy pasażerski, transportowy i bombowy Focke-Wulf Fw 200 Condor. W drugiej połowie wojny, konstrukcje Tanka zaczęto oznaczać pierwszymi literami jego nazwiska – Ta, zamiast Fw, jakie nosiły dotychczas samoloty firmy Focke-Wulf.
Pod koniec wojny Kurt Tank pracował nad wielozadaniowym myśliwcem Focke-Wulf Ta 154 Moskito i projektem samolotu bojowego z napędem odrzutowym Focke-Wulf Ta 183, który jednak nie doczekał się realizacji. Prototypy Ta 183, które zostały zdobyte przez wojska radzieckie i amerykańskie, zaproponowanymi w nim rozwiązaniami i pomysłami konstruktorskimi wpłynęły znacząco na prowadzone w ZSRR badania nad napędem odrzutowym i zostały wykorzystane m.in. przy konstrukcji MiGa-15, a w USA F-86.
Po zakończeniu wojny z powodu zakazu wykonywania zawodu (Berufsverbot) w 1947 Kurt Tank opuścił Niemcy i pod nazwiskiem Prof. Dr. Pedro Matthies podjął w Argentynie dalsze badania nad odrzutowym myśliwcem FMA Pulqui II, będącym modyfikacją projektu Ta 183.
Od 1959 pracował jako główny konstruktor hinduskiego przemysłu lotniczego w fabryce Hindustan Aeronautics Limited w Bangalore, konstruując odrzutowy myśliwiec bombardujący HAL HF-24 Marut.
Do Niemiec powrócił w 1969 i pracował jako doradca dla Messerschmitt-Bölkow-Blohm (MBB).
Został pochowany na Cmentarzu Wschodnim w Monachium.